# レジス・ロワゼル
レジス・ロワゼル（仏: Régis Loisel、1951年12月4日 - ）は、フランスのバンド・デシネ作家(漫画家)、漫画原作者である。

## 経歴
1972年、パリ第8大学漫画学部の在籍中に、バンド・デシネ作家としてデビュー。1982年に、同じ学部に在籍していたセルジュ・ル・タンドルと共に制作した『時の鳥を求めて』を雑誌『月刊シャルリー』にて発表。当時のフランスにはあまり存在していなかったヒロイック・ファンタジーを世に送りだし、人気作家となる。1980年代末からは漫画原作者としても活躍。1990年にイギリスの作家J・M・バリーの同名小説を基にした『ピーター・パン』を発表。第1巻と第3巻はいずれも、アングレーム国際漫画祭の読者賞を受賞している。2000年代以降はアニメやゲームの制作に携わり、過去にはディズニーのアニメ作品である『ムーラン』、『アトランティス 失われた帝国』の制作にも参加している。2003年にアングレーム国際漫画祭 グランプリを受賞。現在はモントリオール（カナダ）で暮らしている。

## 作品
※特記が無い限りロワゼル単独名義

### シリーズ
- 時の鳥を求めて(La Quête du l'Oiseau du Temps、セルジュ・ル・タンドル作、1983年～1987年、全4巻)
  1. ラモールの巻貝(La Conque de Ramor、1983年)
  2. 忘却の神殿(Le Temple de l'Oubli、1984年)
  3. リージュ(Le Rige、1985年)
  4. 闇の卵(L'Œuf des Ténébres、1987年)
- ピーター・パン(Peter Pan、J・M・バリー原作、1990年～2004年、全6巻)
  1. ロンドン(Londres、1990年)
  2. オピカノバ(Opikanoba、1992年)
  3. 嵐(Tempête、1994年)
  4. 赤い手(Mains Rouges、1996年)
  5. フック(Crochet、2002年)
  6. 運命(Destins、2004年)
- 時の鳥を求めて―旅の前夜(La Quête du l'Oiseau du Temps - Avant le Quête、セルジュ・ル・タンドルと共作、1998年～2013年、全4巻)
  1. 友ジャヴァン(L'Ami Javin、リドヴィン作画、1998年)
  2. 神々の魔術書(Le Grimoire des Dieux、モハメド・アウアムリ作画、2007年)
  3. リージュの道(La Voie du Rige、ヴァンサン・マリー作画、2010年)
  4. 騎士ブラゴン(Le Chevalier Bragon、ヴァンサン・マリー作画、2013年)
- ファルフェラング(Les Farfelingues、ピエール・ギルマール作画、2001年～2004年、全3巻)
  1. お父さんのバラード(La Balade du Pépère、2001年)
  2. 馬鹿にはラッパを(La Trompe à Neuneu、2002年)
  3. ランペルールのブドウの木(Les Vigne de Lempereur、2004年)
- 雑貨屋(Magasin Général、ジャン＝ルイ・トリップとの共作、2006年～2014年、全9巻)
  1. マリー(Marie、2006年)
  2. セルジュ(Serge、2006年)
  3. 男たち(Les Hommes、2007年)
  4. 告白(Confessions、2008年)
  5. モントリオール(Montréal、2009年)
  6. エルネスト・ラチュリップ(Ernest Latulippe、2010年)
  7. チャールストン(Charleston、2011年)
  8. 女たち(Les Femmes、2012年)
  9. ノートル・ダム・デ・ラック(Notre-Dame-des-Lacs、2014年)
- 大いなる死(Le Grand Mort、ジャン＝ブレーズ・ジアンとの共作、ヴァンサン・マリー作画、2007年～、既刊5巻)
  1. ハチの涙(Larmes d'Abeille、2007年)
  2. ポーリーヌ(Pauline...、2008年)
  3. ブランシュ(Blanche、2011年)
  4. 暗黒(Sombre、2012年)
  5. 恐怖(Panique、2014年)
  6. 裂け目(Brèche、2015年)

### 単巻
- 邪魔者たち(Trouble Fêtes、ローズ・ル・ギレック作、1989年)
- 最後の一滴(Le Dernière Goutte...、ジョルジュ＝フィリップ・タラディアール作、1993年)
- ピレネ(Pyrénée、フィリップ・ステルニ作画、1998年)
- トカゲのノルベール(Norbert le Lézard、パトリック・コティアス作、2000年)
- 人魚にフリルを(Fanfreluches pour une Sirène、クリスティーヌ・ウド作画、2001年)
- マリメロ―マリ旅行記(Mali Mélo - Carnet d'un Voyage au Mali、パトリック・コティアス作、イヴォン・ル・コルと共に作画、2000年)

### 挿絵
- 金羊毛(La Toison d'Or、ナサニエル・ホーソーン作、1992年)[2]
- ミノタウロス(Le Minotaure、ナサニエル・ホーソーン作、1994年)[2]

## 日本での出版
- 『時の鳥を求めて』(原正人訳、飛鳥新社、2012年11月、ISBN 4864102074)

## 受賞歴
- 1992年 - アングレーム国際漫画祭 読者賞受賞『ピーター・パン』第1巻:ロンドン
- 1995年 - アングレーム国際漫画祭 読者賞受賞『ピーター・パン』第3巻:嵐
- 2003年 - アングレーム国際漫画祭 グランプリ
- 2015年 - アングレーム国際漫画祭 公式セレクション選出『雑貨屋』第9巻:ノートル・ダム・デ・ラック